# Mensalgods
Mensalgods (af latin mensa pastoris) er betegnelsen for jord, som var knyttet til et kirkeembede og bidrog til underholdet af en kirkelig embedsmands husstand. Det kaldes også præstebordsgods.